# Eridolius clauseni
Eridolius clauseni är en stekelart som först beskrevs av Geoffrey John Kerrich 1962.
Eridolius clauseni ingår i släktet Eridolius och familjen brokparasitsteklar. Inga underarter finns listade i Catalogue of Life.